# Eoneureclipsis varsikiyja
Eoneureclipsis varsikiyja is een schietmot uit de familie Psychomyiidae. De soort komt voor in het Oriëntaals gebied.